# Anouar
Anouar ist ein männlicher Vorname.

## Herkunft und Bedeutung
Anouar ist eine in den (ehemals) frankophonen nordafrikanischen Gebieten gebräuchliche Variante des arabischen Namens Anwar.

## Namensträger
- Anouar Brahem (* 1957), tunesischer Oudspieler und Komponist
- Anouar Hadouir (* 1982), niederländisch-marokkanischer Fußballspieler
- Anouar Hmila (* 1974), tunesischer Fußballschiedsrichterassistent
- Anouar Kali (* 1991), niederländischer Fußballspieler

## Sonstiges
- Orden Nichan el-Anouar, ehemaliger französischer Militär- und Zivilverdienstorden